# Ferdinand Doblhammer
Ferdinand Doblhammer (* 8. März 1892 in St. Florian am Inn; † 8. Mai 1954 in Schärding) war ein oberösterreichischer Politiker (SPÖ). 
Doblhammer arbeitete als Eisenbahnbediensteter und war ab 1919 verheiratet. Er lebte in Gopperding und vertrat die SPÖ in der XVII. Gesetzgebungsperiode vom 5. November 1949 bis zum 9. Juli 1953 im Oberösterreichischen Landtag. Er verzichtete 1953 auf sein Mandat und starb bereits ein Jahr später im Krankenhaus Schärding.